# Хачикян, Артин Атомович
Артин Атомович Хачикян (1887 год, село Отхара, Сухумский округ, Кутаисская губерния, Российская империя — дата смерти неизвестна) — звеньевой колхоза «Красные Эшеры» Сухумского района Абхазской АССР, Грузинская ССР. Герой Социалистического Труда (1949).

## Биография
Родился в 1887 году в Османской империи. В 1900 году вместе с родителями переехал в Сухумский округ Кутаисской губернии и поселился в селе Эшера. В конце 1920-х годов вступил в местный колхоз «Красные Эшеры» Сухумского района. Позднее был назначен звеньевым табаководческого звена.
В 1948 году звено Артина Хачикяна собрало в среднем с каждого гектара по 16,1 центнеров листьев табака сорта «Самсун № 27» на участке площадью 3 гектара. Указом Президиума Верховного Совета СССР от 3 мая 1949 года «за получение высоких урожаев кукурузы и табака в 1948 году» удостоен звания Героя Социалистического Труда с вручением ордена Ленина и золотой медали «Серп и Молот».
Этим же указом званием Героя Социалистического Труда были награждены председатель колхоза «Красные Эшеры» Виссарион Кукунович Айба и табаковод Артин Хачикович Хачикян.
После выхода на пенсию проживал в селе Эшера.
Дата смерти не установлена.